# Tarentola annularis
Tarentola annularis är en ödleart som beskrevs av  Geoffroy De St-hilaire 1827. Tarentola annularis ingår i släktet Tarentola och familjen geckoödlor.
Arten har flera från varandra skilda populationer i Afrika från Mauretanien över Mali och Centralafrikanska republiken till Egypten och Etiopien. En introducerad population lever i Florida. Denna ödla vistas i klippiga regioner som är täckta av savann och buskskogar. Den besöker ofta byggnader. Honor fortplantar sig 2 till 8 gångar per år och per tillfälle läggs en eller två ägg. Ibland bildas stora kolonier.
I Egypten fångas flera individer och säljs som terrariedjur. Hela populationen anses vara stabil. IUCN listar arten som livskraftig (LC).

## Underarter
Arten delas in i följande underarter:
- T. a. relicta
- T. a. annularis